# Il cuore non invecchia (film)
Il cuore non invecchia è un mediometraggio muto italiano del 1915 diretto e interpretato da Eleuterio Rodolfi.